# 구 하코다테구 공회당

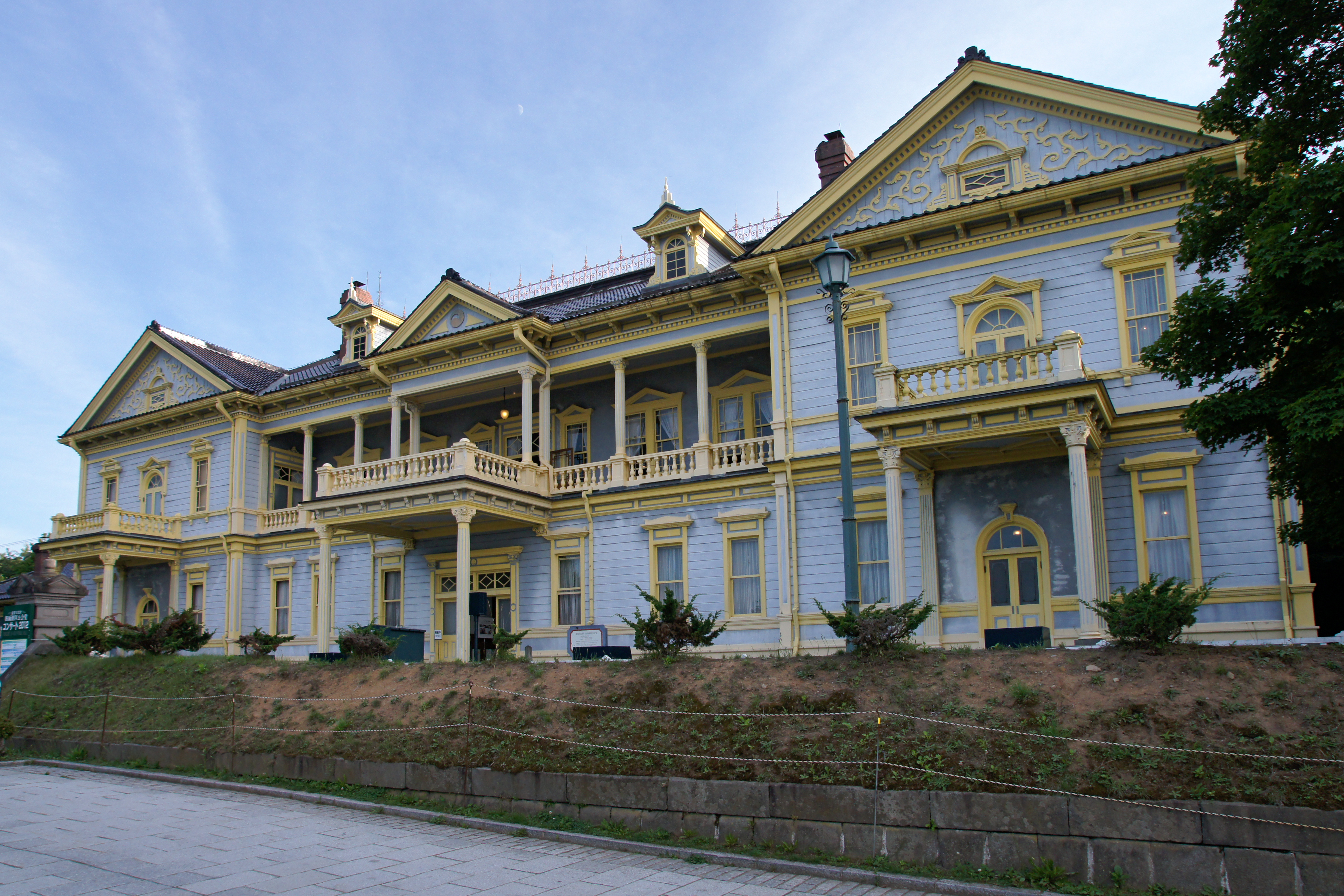
구 하코다테구 공회당

구 하코다테구 공회당(旧函館区公会堂)은 일본 홋카이도 하코다테시 모토마치에 있는 역사적 건축물이다. 메이지 시대인 1910년에 준공한 서양식 건물로, 나라의 중요 문화재로 지정되어 있다.